# Balatonkeresztúr
Balatonkeresztúr é um município da Hungria, situado no condado de Somogy. Tem 21,06 km² de área e sua população em 2019 foi estimada em 1.504 habitantes.